# Bile gialla

Simbolo archetipico del fuoco, dalle proprietà calde e secche che definiscono la bile gialla

La bile gialla è il liquido caldo e secco contenuto nella cistifellea che secondo l'antica dottrina umorale appartiene ad uno dei quattro umori fondamentali circolanti all'interno del corpo umano, contribuendo a definirne lo stato di salute. È denominata anche collera.

## Storia

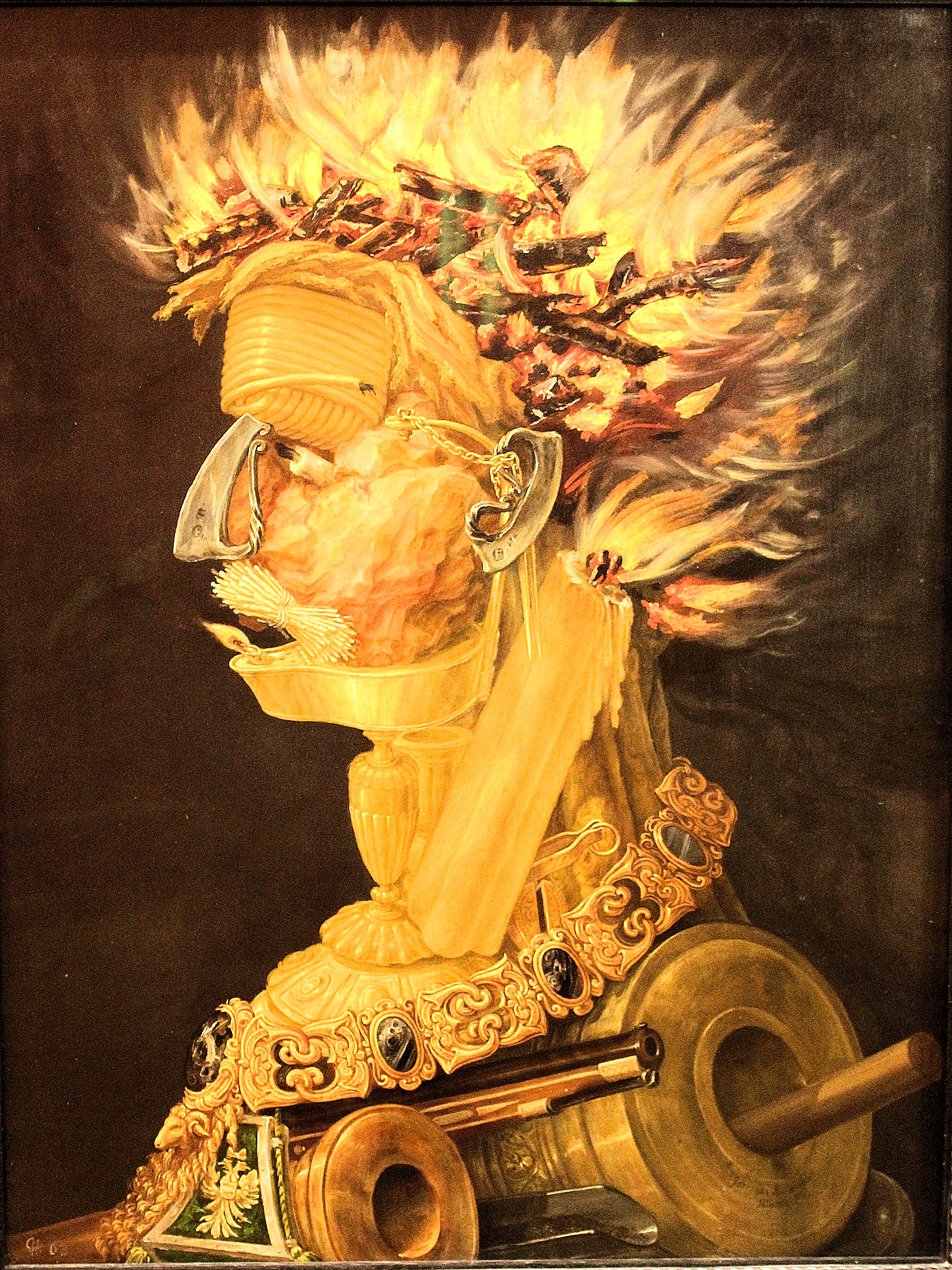
Composizione con elementi del fuoco, di Giuseppe Arcimboldo (1566)

Secondo la medicina ippocratica e galenica, la bile detta gialla, prodotta nella vescica epatica, è un umore dalla consistenza fluida, leggera, e dal sapore amaro, connessa all'insorgenza di rabbia, stress, e prepotenza. Corrisponde all'archetipo del fuoco, dalle proprietà calde e secche.
La sua prevalenza in una persona sugli altri tre umori (sangue, bile nera e flegma) avrebbe determinato il temperamento collerico, costituzionalmente magro, gracile, di bel colore, generoso, irascibile, astuto, aggressivo, logorroico e soprattutto avido di onore.
Il medico umanista Thomas Elyot (1490-1546) distingueva due tipologie di bile o «collera» gialla:
- Una bile naturale, arancione o rosso chiara, dalle proprietà calde e secche, prodotta dalla digestione, e che «si genera dalla parte più fine della materia decotta, o bollita nello stomaco, la cui origine è nel fegato»;[3]
- Una bile innaturale, derivante dalla mescolanza con altri umori, che poteva assumere quattro forme di alterazione, a seconda del tipo di umore con cui si combinava, in particolare col flegma più o meno coagulato. Meno caldo di quello naturale, i suoi colori andavano dal giallo al verde, fino al verde scuro, il più nocivo.[3]

Un eccesso di collera impura, in grado cioè di alterare l'equilibrio armonico dei quattro umori presenti nell'organismo, era ritenuto responsabile delle malattie acute e infiammatorie, in particolare di quelle biliari.

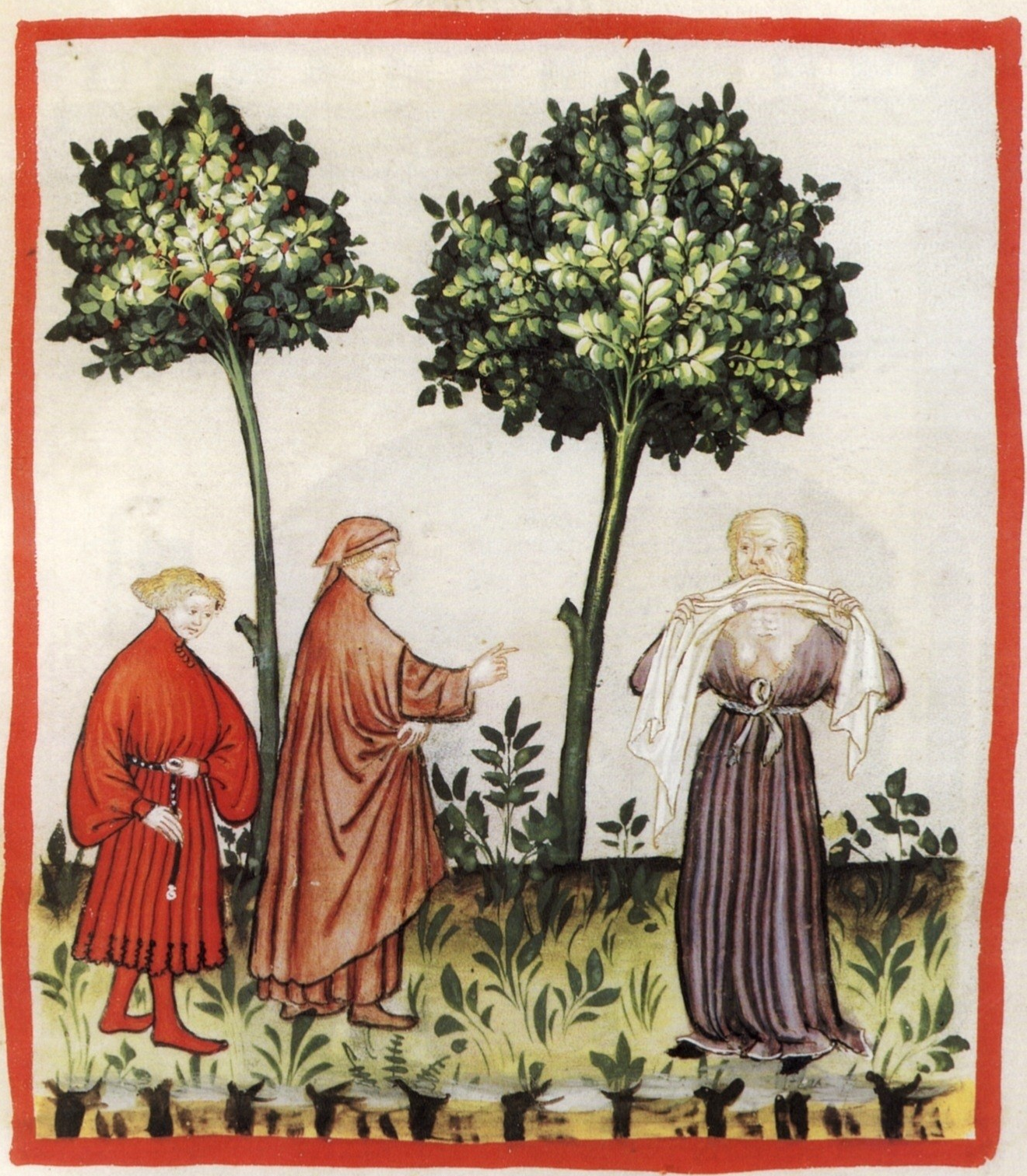
Un accesso di collera illustrato in un Tacuinum sanitatis in medicina del XIV secolo, folio 98 verso, su un testo del medico arabo Ibn Butlan.

I rimedi prescritti per curare un eccesso di bile gialla consistevano in una modifica del contesto ambientale e soprattutto dell'alimentazione, introducendo cibi freddi e umidi che riequilibrassero l'umore caldo e secco, gli stessi utilizzati per controbilanciare un temperamento troppo collerico.

### Qualità
Come ogni umore, la bile gialla era da intendere non tanto come una sostanza fisica, bensì come una qualità, un principio sottile appartenente al piano eterico, che assumeva semmai delle manifestazioni grossolane, quali appunto il fluido secreto dal fegato, e altre funzioni dedotte per la legge dell'analogia come quelle epatiche, quelle emopoietiche del midollo, e cerebrali.
Per le stesse analogie con le sue proprietà calde e secche, la bile gialla risultava governata da Marte, o dal Sole, e stimolata dalla stagione estiva, dall'età adolescenziale e giovanile, dalle ore meridiane.

## Altre culture
La bile è un principio che ricorre anche nella medicina tradizionale tibetana, nella quale costituisce uno dei tre umori insieme al flegma e al vento.
Distinta in cinque tipologie, la bile consente di raffinare e digerire il cibo, definire la carnagione, infondere colorito alla pelle, stimolare pensieri propositivi, e rendere possibile la vista.
Le malattie biliari sono determinate dallo squilibrio dell'elemento fuoco, associato all'aggressività, alla collera, al sudore, e al rosso, mentre sul piano spirituale sono attribuite ai sentimenti di odio, uno dei tre veleni insieme all'ignoranza e all'avidità.
Essendo il fuoco governato dal Sole, i pazienti affetti da eccessi di bile dovrebbero evitarne la luce. I sintomi vanno dalla febbre a un generale colorito giallastro.
Sempre secondo i tibetani, la bile predomina nell'età della giovinezza, inoltre si accumula in estate per esplodere nell'autunno.